# Uniflor
Uniflor is een gemeente in de Braziliaanse deelstaat Paraná. De gemeente telt 2.495 inwoners (schatting 2009).

## Aangrenzende gemeenten
De gemeente grenst aan Atalaia, Cruzeiro do Sul, Lobato en Nova Esperança.